# Ihor Radiwiłow
Ihor Witalijowycz Radiwiłow (ukr. Ігор Віталійович Радівілов, ur. 19 października 1992 r.) – ukraiński gimnastyk, brązowy medalista olimpijski z Londynu.
Zawody w 2012 roku były jego pierwszymi igrzyskami olimpijskimi, brał udział w igrzyskach w 2016 roku. W 2012 roku zajął trzecie miejsce w skoku. W tej konkurencji ma w dorobku dwa srebrne medale mistrzostw świata, zdobyte w 2014 i 2017 roku. Na mistrzostwach Europy sięgał po złoto w ćwiczeniach na kółkach (2013) oraz czterokrotnie po srebro w skoku (2012, 2014, 2015 i 2018), a także po brąz w drużynie (2014) i na kółkach (2017).

## Igrzyska olimpijskie
| Igrzyska | Miasto         | Konkurencja           | Kwalifikacje | Kwalifikacje | Finał   | Finał   |
| Igrzyska | Miasto         | Konkurencja           | Wynik        | Miejsce      | Wynik   | Pozycja |
| -------- | -------------- | --------------------- | ------------ | ------------ | ------- | ------- |
| IO 2012  | Londyn         | Ćwiczenia na kółkach  | 15,300       | 9.           | NQ      | NQ      |
| IO 2012  | Londyn         | Skok                  | 15,799       | 8. Q         | 16,316  | brąz    |
| IO 2012  | Londyn         | Wielobój drużynowy    | 269,810      | 7. Q         | 271,526 | 4.      |
| IO 2016  | Rio de Janeiro | Wielobój indywidualny | 57,907       | 60.          | NQ      | NQ      |
| IO 2016  | Rio de Janeiro | Ćwiczenia wolne       | 13,666       | 55.          | NQ      | NQ      |
| IO 2016  | Rio de Janeiro | Ćwiczenia na kółkach  | 15,308       | 9. R         | 15,466  | 5.      |
| IO 2016  | Rio de Janeiro | Skok                  | 15,283       | 4. Q         | 15,033  | 8.      |
| IO 2016  | Rio de Janeiro | Ćwiczenia na drążku   | 13,500       | 59.          | NQ      | NQ      |
| IO 2016  | Rio de Janeiro | Wielobój drużynowy    | 263,002      | 7. Q         | 202,078 | 8.      |